# 前野悦輝
前野 悦輝（まえの よしてる、1957年2月20日 - ）は、日本の物理学者。専門は固体物理学。学位は、Ph.D.（カリフォルニア大学、1984年）。京都大学教授。京都府京都市出身。実家は江戸時代創業の老舗和菓子店。先祖は戦国武将の前野長康。

## 略歴
（出典：）
- 1975年3月 -  洛星中学校・高等学校卒業
- 1979年3月 - 京都大学理学部物理学科卒業
- 1980年12月 - カリフォルニア大学サンディエゴ校大学院物理学専攻修士課程修了
- 1984年
  - 6月 - カリフォルニア大学サンディエゴ校大学院物理学専攻博士課程修了
  - 8月 - ロスアラモス国立研究所非常勤研究員
  - 10月 - 広島大学理学部物理学科助手
- 1988年6月 - IBMチューリッヒ研究所客員研究員（1989年まで）
- 1989年6月 - 広島大学理学部物理学科助教授
- 1996年4月 - 京都大学大学院理学研究科助教授（物理学・宇宙物理学専攻　物理学第一分野　固体量子物性研究室）
- 2001年5月 - 京都大学国際融合創造センター教授
- 2006年5月 - 京都大学大学院理学研究科教授
- 2023年8月 - イリノイ大学アーバナ・シャンペーン校の研究チームとともに、パインズの悪魔（超伝導体を用いて67年前に米国の物理学者デヴィッド・パインズによって予言された電子の奇妙な振る舞い）の観測に成功し、研究成果が「ネイチャー」に掲載された[3]

## 受賞歴
- 2000年 - 久保亮五記念賞
- 2002年 - 「ルテニウム酸化物におけるスピン三重項超伝導の発見とその物性解明」の業績により日本IBM科学賞を受賞。
- 2004年 - 「スピン三重項超伝導の発見と物性解明」の業績によりThomson Scientific Research Front Award 2004を受賞。
- 2004年 - 大和エイドリアン賞
- 2009年 - ベルント・T・マティアス賞
- 2010年 - 仁科記念賞
- 2013年 - 紫綬褒章

## 研究活動
量子凝縮相の物理について、新しい物質の生成とその物性開拓をメインとする実験研究を行っている。特に、ルテニウム酸化物 (Sr2RuO4) がスピン三重項状態の超伝導体であることを突き止めたことが、最大の業績である。
従来知られていた高温超伝導体はすべてスピン一重項状態のものであり、BCS理論の拡張で説明可能であるとされていた。これに対し、前野らの発見したスピン三重項の超伝導体はまったく異なる物理を示すもので、液体ヘリウム3の超流動状態に類似しているともされる。これにより、低温物理学、強相関電子系物理学における新しい分野が形成された。
本来の研究以外に、エレメンタッチを考案したという点でも有名である。